# George Washington Covington
George Washington Covington (ur. 12 września 1838, zm. 6 kwietnia 1911 w Nowym Jorku) – amerykański polityk związany z Partią Demokratyczną. W latach 1881–1885 był przedstawicielem pierwszego okręgu wyborczego w stanie Maryland w Izbie Reprezentantów Stanów Zjednoczonych.